# Condado de Dade (Misuri)
El condado de Dade (en inglés: Dade County), fundado en 1841, es uno de 114 condados del estado estadounidense de Misuri. En el año 2000, el condado tenía una población de 7,923 habitantes y una densidad poblacional de 6 personas por km². La sede del condado es Greenfield. El condado recibe su nombre en honor al Mayor Francis L. Dade. 

## Geografía
Según la Oficina del Censo, el condado tiene un área total de 1311 km² (506,2 mi²), de la cual 1270 km² (490,3 mi²) es tierra y 41 km² (15,8 mi²) (3.15%) es agua.

### Condados adyacentes
- Condado de Cedar (norte)
- Condado de Polk (noreste)
- Condado de Greene (sureste)
- Condado de Lawrence (sur)
- Condado de Jasper (suroeste)
- Condado de Barton (oeste)

## Demografía
Según la Oficina del Censo en 2000, los ingresos medios por hogar en el condado eran de $29,097, y los ingresos medios por familia eran $33,651. Los hombres tenían unos ingresos medios de $26,092 frente a los $18,464 para las mujeres. La renta per cápita para el condado era de $14,254. Alrededor del 13.40% de la población estaban por debajo del umbral de pobreza.

## Transporte

### Carreteras principales
- U.S. Route 160
- Ruta de Misuri 39
- Ruta de Misuri 97

## Localidades
| - Arcola - Bona | - Dadeville - Everton | - Greenfield - Lockwood | - South Greenfield |  |